# الن لایتمن
 الن لایتمن (انگلیسی: Alan Lightman؛ زاده ۲۸ نوامبر ۱۹۴۸) یک دانشمند اهل ایالات متحده آمریکا است.